# Economics Letters
Economics Letters és una revista científica d'economia revisada per parells que publica comunicacions concises (cartes) que proporcionen un mitjà de difusió ràpida i eficient de nous resultats, models i mètodes en tots els camps de la investigació econòmica. Publicat per Elsevier.
La revista es va fundar el 1978 i els actuals editors en cap són Badi H. Baltagi (Universitat de Syracuse), Joao F. Gomes (Escola Wharton de la Universitat de Pennsilvània), Costas Meghir (Universitat Yale), Pierre-Daniel Sarte, (Federal Reserve Bank of Richmond) i Roberto Serrano (Brown University). Segons Journal Citation Reports, la revista té un factor d'impacte 2020 de 2.097.